# 池田千草
池田 千草（いけだ ちぐさ、1976年6月5日 - ）は、日本の女性声優。東京都出身。

## 略歴
白百合学園中学校・高等学校、フェリス女学院大学音楽学部声楽学科卒業。
祖母の家が宝塚歌劇団の近くだったこともあり、小さい頃から母親によく宝塚を見に連れていってもらっていたという。
学生の頃は、サッカー審判の免許を取得するほどサッカー好きで、アルバイトでサッカーの場内アナウンス、テレビ番組のインフォメーションも経験。
そのアルバイトをきっかけに「もっとしゃべることがうまくなりたい」と思うようになり、東映アニメーション研究所に入所。学校に入った頃は、周囲にアニメ声の人物がたくさんおり、「こういう声じゃないと声優になれないのかなぁ」と思っていたという。勉強してくうちに、自分がもって生まれた声を「大切にすればいいんだ」ということに気付いたという。
以前は青二プロダクションに所属していた。

## 人物
音域はG3 - E6。
趣味はミュージカル観劇、野球観戦、ハープ、ゴルフ。特技は口笛、高速巻き舌。
資格・免許は中学・高等学校音楽教諭一種免許、東京都サッカー協会3級審判員免許、普通自動車免許。

## 出演

### テレビアニメ
時期不明
- ちびまる子ちゃん（通行人）

1999年
- おジャ魔女どれみ（花田志乃、門番）

2000年
- マシュランボー（シロ）
- ONE PIECE（2000年 - 2009年、村人、町の女、ポピー、デージー、戦士、女）

2001年
- アークエ・ファミリー（アーティー 他）
- カスミン（榊原かえで、コーン）
- GEAR戦士電童（重機獣ダイバー、機士ラム）
- 超GALS! 寿蘭（2001年 - 2002年、ギャル、少女、女生徒、杉原の仲間、宣伝カーの声、友人、4組の生徒、生徒、女子学生、女子生徒）
- はじめの一歩（電話の声）
- フィギュア17 つばさ&ヒカル（山内直樹）

2002年
- アベノ橋魔法☆商店街（コンパニオンD）
- ガンフロンティア（メイド）
- ヒートガイジェイ（少年C）
- ベイベーばあちゃん（神宮寺学美）
- ポケットモンスター（ハヅキのニューラ）
- わがまま☆フェアリー ミルモでポン!（2002年 - 2005年、アンナ、古田太） - 4シリーズ

2003年
- エアマスター（バラクーダー2号）
- おもいっきり科学アドベンチャー そーなんだ!（コータ）
- ガンパレード・マーチ 〜新たなる行軍歌〜（司令部1）
- 人間交差点（中沢哲夫）
- 爆転シュート ベイブレード Gレボリューション（少年リョウ）

2004年
- アークエとガッチンポー（アーティー 他）
- アガサ・クリスティーの名探偵ポワロとマープル（メイド）
- アストロボーイ・鉄腕アトム（ドビン）
- 魔法少女隊アルス（ミレス）
- 焼きたて!!ジャぱん（梓川水乃）

2005年
- アークエとガッチンポーてんこもり（アーティー 他）
- とっとこハム太郎（タコさん、ペンハムくん）
- ポケットモンスター アドバンスジェネレーション（プリン）

2006年
- きらりん☆レボリューション（2006年 - 2009年、なーさん、山田美子） - 2シリーズ
- 出ましたっ!パワパフガールズZ（白金姫子 / プリンセス）

2007年
- かみちゃまかりん（和音ーズA）
- ゲゲゲの鬼太郎（第5作）（千絵、女教師）
- デルトラクエスト（フィリ、母親、ブルーナ）

2008年
- しゅごキャラ!（都の母親）
- 墓場鬼太郎（老婆、若い女、花子）

2009年
- あにゃまる探偵 キルミンずぅ（古畑ミツル、コロンボ）
- 戦場のヴァルキュリア（ハンス（豚）、ハンス（少年）、ファイナ）
- ねぎぼうずのあさたろう（女中）

2010年
- あそびにいくヨ!（老婆）

2012年
- 戦国コレクション（村田）

### 劇場アニメ
- なぜ生きる 蓮如上人と吉崎炎上（2016年、河原の子供）

### OVA
- まもって守護月天!（2000年、体育教師、町人A）
- I'll/CKBC（2002年、母親）
- グリーングリーン（2002年、女子生徒B）
- Re:キューティーハニー（2004年、スコープパンサー、タンクパンサー）
- 魔法少女隊アルス THE ADVENTURE（2007年、ミレス、サーチャ）
- 戦場のヴァルキュリア3 誰がための銃瘡（2011年、グロリア・ダレル[10]）

### ゲーム
2001年
- AIR（さいか）

2002年
- テイルズ オブ ファンダム Vol.1（アン）

2004年
- DearS（堀田裕子）
- ラチェット&クランク3 突撃!ガラクチック★レンジャーズ（コートニー・ギアーズ）

2005年
- ボボボーボ・ボーボボ 脱出!!ハジケ・ロワイヤル（L）
- わがまま☆フェアリー ミルモでポン! どきどきメモリアルパニック（不明）

2006年
- きらりん☆レボリューション きらきらアイドルオーディション（なーさん）
- みんなで鍛える全脳トレーニング（マックス）

2007年
- きらりん☆レボリューション めざせ!アイドルクイーン (なーさん)

2008年
- 戦場のヴァルキュリア（ハンス）
- ルーンファクトリー フロンティア（リタ）

2011年
- 戦場のヴァルキュリア3（グロリア・ダレル、マルギット・ラヴェリ、ファイナ・セラーズ）
- ドクターロートレックと忘却の騎士団（キキ）

2012年
- 新・剣と魔法と学園モノ。刻の学園

### ドラマCD
- 気象精霊記（精霊A）
- 金色のコルダ（フェッロ）
- クロックタワー3
- はやて×ブレード（鈴木園絵）
- へっぽこアンティーク（アニス・パイア）
- 辣韮の皮（滝沢萌美）

### ラジオドラマ
- 青山二丁目劇場
  - 運命というやつ（美樹）
- 外道女王（マジェンタ）

### 吹き替え
- クリフォード（エミリー・エリザベス）
- ナース・ジャッキー2（ジョージア（ジェニファー・ジェリン））
- フリークハウス（ダイジェスティーナ）

### 特撮
- ウルトラマンボーイのウルころ（ユリアンの声）